# 13 лютого
13 лютого  — 44-й день року у григоріанському календарі. До кінця року залишається 321 день (322 у високосні роки).

## Свята і пам'ятні дні

### Міжнародні
- ООН: Всесвітній день радіо[1]

### Релігійні

#### Християнство
- День Святого Константина Острозького.

Православ'я:
- Преподобного Мартиніана.
- Преподобних Зої і Фотинії (Світлани).
- Преподобного Євлогія, архієпископа Олександрійського.
- Благовірного князя Костянтина Острозького.
- Преподобного Стефана, у чернецтві Симеона, царя Сербського, Мироточивого.

## Іменини
✝  Католицькі:
✙ Православні: Мартиніан, Зоя, Світлана, Костянтин, Стефан, Симеон.

## Події
- 1784 — указом Катерини II з приєднаних 1783 року до Російської імперії земель Кримського ханства (Крим, Тамань, Кубанська сторона) утворено Таврійську область на правах намісництва (центр — Сімферополь)
- 1858 — англійці Бертон і Спік відкрили у Східній Африці озеро Танганьїка
- 1867 — почалися роботи з перекриття Сенни в Брюсселі

- 1895 — брати Луї й Огюст Люм'єр запатентували свою версію сінематографа на основі апарата Леона Булі (1892)
- 1898 — першою жертвою наїзду автомобіля став Генрі Ліндфілд із Брайтона (Велика Британія)
- 1913 — Далай-лама XIII оголосив незалежність Тибету від Китаю
- 1917 — у Великій Британії уряд дозволив жінкам бути водіями таксі
- 1924 — польска поліція закатувала Ольгу Басараб, організатора 1-ї жіночої чоти Легіону УСС, розвідницю, активістку УВО, зв'язкову полковника Євгена Коновальця.

- 1931 — урочисте відкриття нової столиці Індії — Нью-Делі
- 1942 — розпочався примусовий вивіз українського населення з окупованих територій на примусові роботи до Німеччини
- 1945 — авіація союзників практично повністю зруйнувала Дрезден
- 1956 —в Антарктиді відкрито першу радянську наукову станцію «Мирний»
- 1959 — до продажу надійшли перші ляльки Барбі
- 1960 — відбулося перше випробування французької атомної бомби в Сахарі
- 1981 — в «Нью-Йорк таймс» опублікована найдовше речення — з однієї тисячі двохсот вісімдесяти шести слів;
- 1984 — генеральним секретарем ЦК КПРС став Костянтин Черненко
- 1991 — авіація США завдала удар по передбачуваному іракському командному пункту в Багдаді. Як виявилось, це було звичайне бомбосховище, де знаходились жінки, діти, люди похилого віку[джерело?]. Загинуло близько 400 осіб;
- 1992 — Уганда визнала незалежність України
- 2001 — арешт екс-прем'єр-міністра Юлії Тимошенко за контрабанду російського газу в Україну і несплату податків
- 2012 — виведено на орбіту перший угорський штучний супутник Землі MaSat-1

## Народились

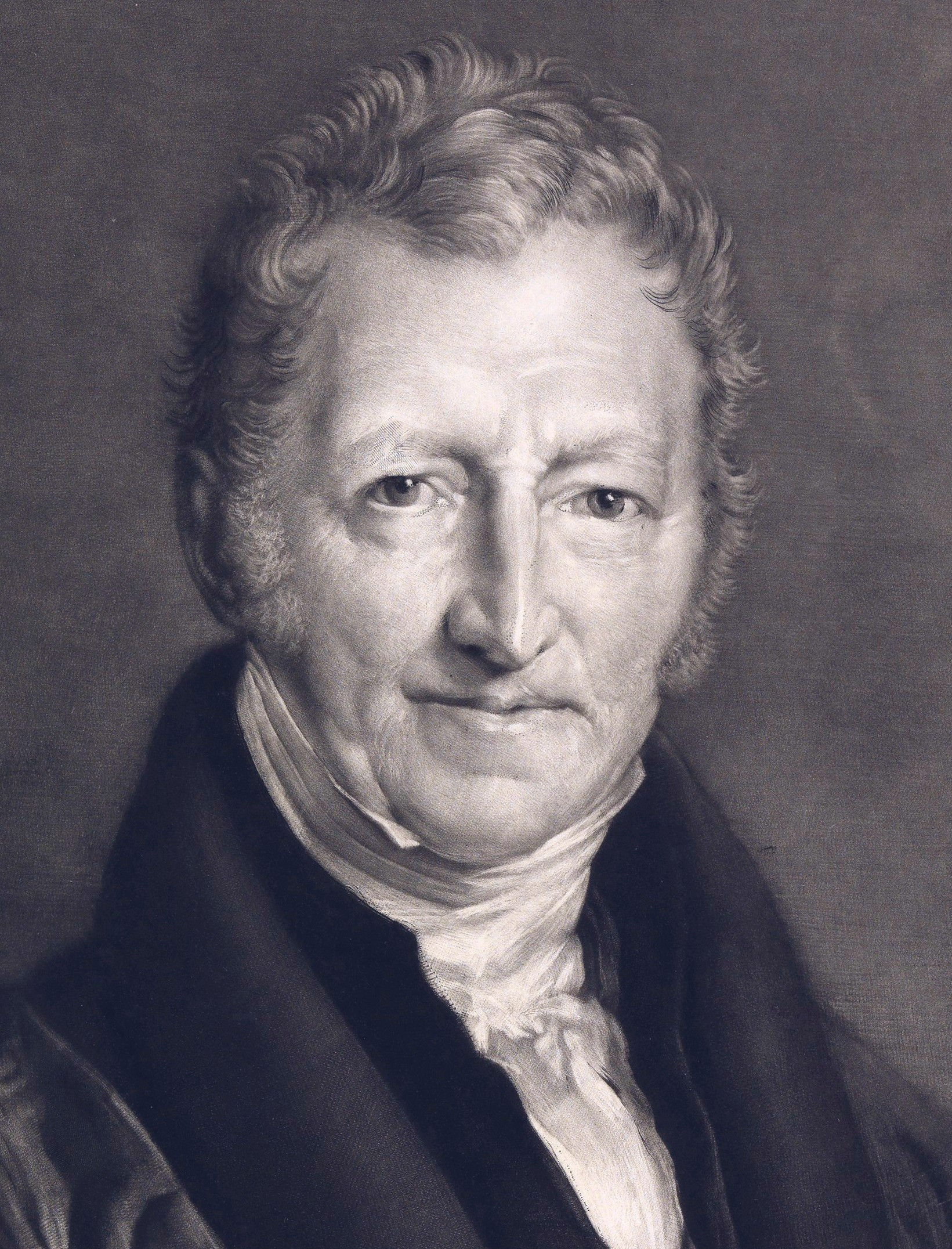
Томас Мальтус

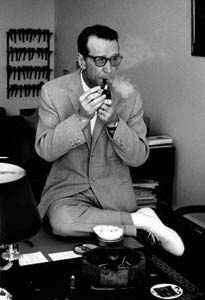
Жорж Сіменон

Дивись також Категорія:Народились 13 лютого
- 711 до н. е. — Імператор Дзімму, 1-й імператор Японії, синтоїстське божество, полководець і монарх
- 1683 — Джованні Баттіста П'яццетта, італійський художник доби пізнього бароко. Представник Венеційської школи
- 1766 — Томас Мальтус, британський економіст. Термін «мальтузіанство» пішов від його прізвища;
- 1769 — Іван Крилов, російський байкар («Ворона та Лисиця», «Лебідь, Щука і Рак»)
- 1784 — Микола Гнідич, український письменник, вчений і театральний діяч
- 1847 — Віктор Жільберт, французький художник
- 1874 — Лев Писаржевський, український хімік, започаткував електронну теорію каталізу.
- 1882 — Тадеуш Банахевич, польський астроном і математик
- 1892 — Марія Литвиненко-Вольгемут, українська співачка і громадський діяч

- 1903 — Жорж Сіменон, французький письменник, метр детективного жанру (серія детективів про комісара Мегре).
- 1904 — Данило Скоропадський, український політик і громадський діяч, син Гетьмана Павла Скоропадського.
- 1909 — Віктор Іванов, український кінорежисер, зняв стрічку «За двома зайцями»
- 1910 — Вільям Шоклі, американський фізик, один з винахідників транзистора, лауреат Нобелівської премії з фізики (1956)
- 1915 — Аун Сан, діяч національно-визвольного руху Бірми, національний герой країни
- 1933 — Лев Перфілов, український актор («Зелений фургон», «Місце зустрічі змінити не можна», «Пригоди Електроніка»);
- 1937 — Зигмунд Єн, перший і єдиний космонавт НДР
- 1948 — Богдан Жолдак, український письменник, сценарист, драматург.
- 1950 — Пітер Ґебріел, англійський музикант, екс-лідер групи Genesis, нині сольний виконавець;
- 1956 — Пітер Хук, басист культової британської групи Joy Division, один із засновників гурту New Order;
- 1974 — Роббі Вільямс, колишній учасник англійської поп-групи Take That, нині займається сольною кар'єрою.

## Померли

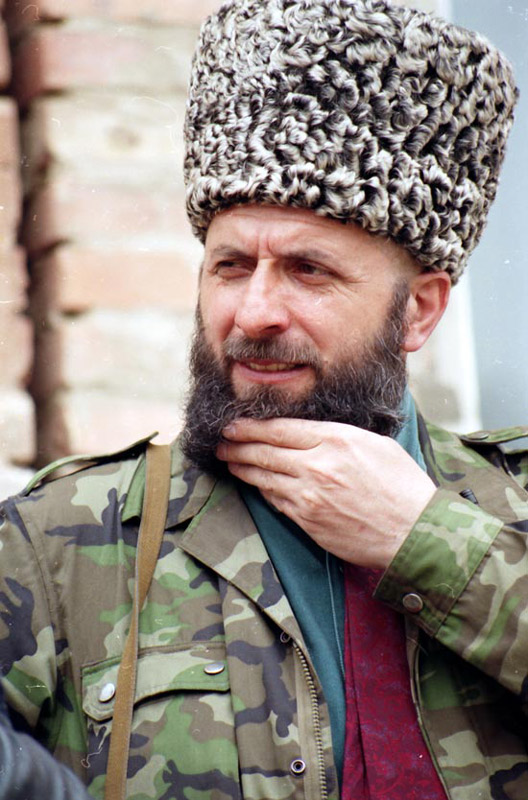
Зелімхан Яндарбієв

Дивись також Категорія:Померли 13 лютого
- 106 — Лю Чжао, 4-й імператор династії Пізня Хань
- 1141 — Бела II, угорський король з династії Арпадів
- 1332 — Андронік II, імператор Візантійської імперії
- 1506 — Морі Хіромото, самурайський полководець середньовічної Японії періоду Сенґоку
- 1571 — Бенвенуто Челліні, італійський скульптор, ювелір, живописець, та музикант епохи Ренесансу.
- 1592 — Якопо Бассано, італійський художник, представник венеційської школи живопису.
- 1660 — Карл X Густав, шведський король
- 1711 — Руджер-Йосип Бошкович, словенський натурфілософ, математик і астроном.
- 1795 — Григорій Кониський, український філософ, письменник і проповідник
- 1882 — Анрі-Огюст Барб'є, французький поет.
- 1883 — Ріхард Ваґнер, знаменитий німецький композитор
- 1914 — Альфонс Бертільйон, французький криміналіст, що створив методику антропометрії для правоохоронних органів
- 1924 — Ольга Басараб, українська громадська діячка, зв'язкова полковника Євгена Коновальця, закатована польськими жандармами
- 1945 — Володимир Шарафан, діяч українського підпілля Криму, член Кримського обласного проводу ОУН.
- 1950 — Рафаель Сабатіні, англійський письменник
- 1956 — Ян Лукашевич, польський логік і філософ
- 1957 — Густав Мі, німецький фізик-теоретик
- 1997 — Марк Красносельський, український математик, засновник сучасного підходу до задач нелінійного аналізу
- 2002 — Вейлон Дженнінгс, американський співак
- 2004 — Зелімхан Яндарбієв, в. о. Президента Чеченської Республіки Ічкерія